# Mortaza Behboudi
Mortaza Behboudi (en persan مرتضی بهبودی) est un grand reporter et réalisateur franco-afghan né en 1994 en Afghanistan puis réfugié en France à partir de 2015. Il est fait prisonnier des talibans le 7 janvier 2023 et est libéré le 18 octobre 2023 après 284 jours de détention.

## Biographie
Il est né en 1994 en Afghanistan, dans la province de Wardak,. En 1996, ses parents fuient le régime des talibans pour s'installer à Ispahan, en Iran. Malgré son jeune âge, à neuf ans, il doit travailler. Il se mêle aux manifestants pour photographier le mouvement de protestation de 2009. Il retourne en Afghanistan en 2012 ou 2013. Il entreprend des études de droit et sciences politiques à l'université de Kaboul,. En parallèle, il s'engage dans une activité de journaliste et de photoreporter. Il fonde le journal Daily Bazar en 2014,. La situation des journalistes en Afghanistan se détériore. Il est enlevé et manque de peu d'être exécuté.

### Réfugié en France
Il doit quitter son pays pour trouver asile en France en 2015, après avoir failli trouver asile aux États-Unis, au Royaume-Uni et en Italie. Il vit dans la rue avant d'être pris en charge par la Maison des Journalistes et d'obtenir le statut de réfugié politique,. Non francophone, il suit d'abord un cursus FLE (Français Langue Étrangère) destiné aux réfugiés, puis un master « Relations internationales et action à l'étranger » à l'université Panthéon-Sorbonne. Il obtient son diplôme en 2018. Il est naturalisé français en 2020. Il est accrédité pour couvrir la COP-21 et, dans ce cadre, interviewe Laurent Fabius et Justin Trudeau. Il est l'un des fondateurs, en 2018, de Guiti News, un site d'information animé par des journalistes français et des réfugiés,. Il collabore avec plusieurs médias audiovisuels et journaux français. Son activité professionnelle, qui se concentre sur la question des réfugiés, l'a conduit dans plus de trente pays différents à travers le monde,. Notamment en Grèce, sur l'île de Lesbos, où il enquête sur le camp de réfugiés de Moria. De cette expérience est né le documentaire Moria, Beyond Hell.

### Prix
Il a obtenu un prix Bayeux des correspondants de guerre en 2022 pour son reportage Les petites filles afghanes vendues pour survivre, diffusé sur France 2,, et un autre, la même année, pour la série À travers l’Afghanistan, six mois après le retour des talibans, publiée par Mediapart,. Cette série est également récompensée d'un prix de la Fondation Alexandre Varenne,.
En avril 2023, avec Andrzej Poczobut, il a reçu le Prix de la liberté d'expression de L’Association Internationale des Press Clubs. En 2024, il a reçu le prix spécial du Prix Anna Politkovskaïa-Arman Soldin, décerné par le Ministère de l'Europe et des Affaires étrangères.

### Arrestation en janvier 2023
Alors qu'il se rend en Afghanistan pour un reportage, le 7 janvier 2023, il est arrêté par les talibans qui l'accuseraient d’espionnage au compte des services français,. À l'exception d'un appel téléphonique écourté par ses geôliers, sa famille est sans nouvelles de lui. Le 6 février, RSF (Reporters Sans Frontières) publie une tribune, à laquelle 15 médias s'associent, pour alerter sur son cas et demander sa libération,. Le 9 février, un comité de soutien se réunit. Il a pour but de coordonner les actions en vue d'obtenir la libération du journaliste. La Fédération internationale des journalistes et le Syndicat national des journalistes ont aussi demandé au gouvernement français de faire tout son possible pour que Mortaza Behboudi recouvre la liberté,. Le 24 février, RSF demande à l'ONU d'intervenir pour faire pression sur le gouvernement taliban,.
Sa détention a entraîné un élan de solidarité à Douarnenez, où il vivait en France. Le Telenn-Mor, bateau ambassadeur de la ville, une réplique de chaloupe sardinière, est symboliquement parti pour Kaboul réclamer la libération de Mortaza Behboudi, un voyage utopiste,. À l'annonce de son incarcération un grand rassemblement s'est produit devant la mairie, et un comité de soutien a été créé. Chacun, chacune, raconte que Mortaza Behboudi a participé au Festival de cinéma de Douarnenez, organisé un lâcher de cerfs-volants, s'est déguisé pour le carnaval, ou a fait le poirier avec des enfants. Joceline Poitevin, maire de la ville, est solidaire de ce mouvement, expliquant que « La graine qu’il a semée en France germe ici », ou encore « On l’accueillera avec plaisir lors de sa libération. On sait que Mortaza est un pigeon voyageur, mais Douarnenez peut devenir son nid. » Aleksandra Mostovaja, sa femme, dit que Mortaza s'est attaché à la ville pour son passé de luttes ouvrières, comme la grève des sardinières, son riche réseau d'associations, ou son militantisme festif.
Sa libération est annoncée le 18 octobre 2023 par l'organisation RSF. À l'issue d'un procès pour espionnage, « soutien illégal à des étrangers » et « aide au franchissement de frontières », il est acquitté. Après 284 jours de détention, il quitte la prison Pul-e-Charkhi près de Kaboul. Pour prix de sa liberté, il s'engage à ne plus travailler avec des étrangers en Afghanistan si les reportages sont négatifs sur les talibans. Il est de retour en France le 20 octobre.